# Zavod (film)
Zavod (Завод) è un film del 2019 diretto da Jurij Bykov.

## Trama
Il film racconterà il confronto di cinque operai, che hanno perso il lavoro a causa della chiusura della fabbrica in cui lavoravano, e la gestione di questa fabbrica.